# 池内善雄
池内 善雄（いけうち よしお、1883年〈明治16年〉9月15日 - 没年不詳）は、日本の裁判官。台湾総督府高等法院長。

## 経歴
兵庫県飾磨郡安室村字新在家（現、姫路市）出身。池内宗太郎の四男。尾上作兵衛の弟。1910年（明治43年）、分家する。
1911年（明治44年）、京都帝国大学法科大学を卒業。京都地方裁判所試補、同判事、大阪地方裁判所判事、高松地方裁判所部長、神戸地方裁判所部長、大阪地方裁判所部長、大審院判事、台湾総督府高等法院上告部判官、台北地方法院長を歴任。1941年（昭和16年）、高等法院長に就任した。

## 人物
宗教は仏教。

## 家族・親族
池内家
- 妻・ひさの（1890年 - ?、兵庫、荒木慶次郎の妹）[3][4]
- 子[4]

親戚
- 兄・尾上作兵衛[4]（実業家）